# Astyanax tupi
Astyanax tupi är en fiskart som beskrevs av Azpelicueta, Mirande, Almirón och Casciotta 2003. Astyanax tupi ingår i släktet Astyanax och familjen Characidae. Inga underarter finns listade.